# Józef Antoni Kaczanowski
Józef Antoni Kaczanowski herbu Ostoja – chorąży wołkowyski w 1765 roku, wojski wołkowyski w 1756 roku.
Jako poseł wołkowyski 29 kwietnia 1761 roku zerwał sejm nadzwyczajny. Elektor Stanisława Augusta Poniatowskiego z powiatu wołkowyskiego.